# CBS News
CBS News este programul de știri al postului CBS, televiziune americană. Rețeaua de televiziune CBS a difuzat prima dată la 1 iulie 1941 